# Bernáth Ferenc
Bernáth Ferenc (Csap 1981 –) Artisjus és Pro Cultura Minoritatum Hungariae-díjas gitárművész, gitártanár, zeneszerző, PhD.

## Művészi tevékenysége
Rendszeresen koncertezik klasszikus gitáron szólóban, és duóban gitár, fuvola, hegedű, zongora vagy ének társaságában, valamint szimfonikus zenekarok szólistájaként. Széles repertoárjában megszólal a a komolyzenei műveken túl a dzsessz, a latin, a flamenco és a népzene is. Nemzetközi Fesztiválok rendszeres meghívott művésze, díjazottja. Több CD, DVD, Magyarországi és külföldi Rádió és TV felvétel közreműködője.
Egyedi virtuóz technikájának és a különböző zenei stílusokban való otthonos mozgásának köszönhetően több nemzetközi komolyzenei, dzsessz és világzenei projekt megvalósítására kap felkéréseket. Rendszeresen kap felkéréseket kortárs zeneművek bemutatására. Nevéhez fűződik pl. Leo Brouwer Concerto No3. „Elegiaco” for guitar and orchestra Magyarországi ősbemutatója a Duna Palotában; D. Malyj gitárversenyének premiere a Harkivi szimfonikusokkal, több szóló- illetve kamaramű is.
Zeneszerzői tevékenységet folytat, több népdal ihlette művet is írt, parafrázisokat klasszikus gitárra. Ezeket és más saját eredeti szerzeményeit, komolyzenei átiratait előszeretettel játsszák klasszikus gitárosok szerte a világon. De komponált már gitárra és szimfonikus zenekarra is: Concerto No1. „Hungarian” for guitar and orchestra.

## Életrajz
1981. július 15-én született Kárpátalján magyar értelmiségi családban, Téglás (Kistéglás) községben nőtt fel.
Zenei tanulmányait a Csapi Zeneiskolában kezdte 1987-ben zongorán, majd 1990-ben gitáron.
2007-ben kitüntetéssel szerzett gitárművész és gitártanár diplomát a Harkivi Állami Művészettudományi Egyetemen (Zeneakadémia). Ugyanitt védte meg kandidátusi disszertációját zeneművészet szakterületen és PhD tudományos fokozatot szerzett.
Tanulmányai során részt vett híres művészek: Eötvös József, Roth Ede, Leo Brouwer (Kuba), Aniello Desiderio (Olaszország), Vlagyimir Docenko (Ukrajna), Szergej Kordenko (Oroszország), Szuzuki Icsiro (Japán), Piotr Zaleski (Lengyelország) mesterkurzusain.
2007-től a Budapesti Egressy Béni Zeneművészeti Szakközépiskola és Zeneiskola gitártanára, 2012-től tanszakvezető az intézményben. 2012-től Vienna Konservatorium Budapest Zeneművészeti Tanárképző Főiskola gitártanára. Rendszeresen kap meghívásokat gitárversenyekre zsűritagként és mesterkurzusok tartására.
2008-2017 között növendékei 55 dobogós helyezést értek el nemzetközi és magyarországi gitárversenyeken, zenei fesztiválokon.
2014-ben koncertsorozatot indított „Gitárestek a Rátkaiban” címmel, amelynek köszönhetően a budapesti Rátkai Márton Művészklubban számos fiatal gitáros kap bemutatkozási lehetőséget. 2014-től a „Velencei gitáros napok” nemzetközi gitárfesztivál alapítója és művészeti vezetője, ahol mesterkurzusokat és koncerteket tart és koncert bemutatkozási lehetőséget ad fiatal gitárosok számára. Játszott pl. a Nagycsaládosok Országos Egyesülete javára, a budapesti Bajcsy-Zsilinszky Kórház javára, a Mária Rádió javára, az Ungvári vakok és gyengénlátók Intézete javára stb. 2015-ben művész barátaival nagysikerű koncertsorozatot indított útjára a Kárpátaljaiak megsegítésére.
2015-től a világ legnagyobb gitárzenekara, a Palladio Orchestra alapító tagja és zenekarvezetője.

## Tanulmányok
- 1987 – Zeneiskola, zongora Csap
- 1990 – Csapi Zeneiskola, gitár
- 1996-2000 – Ungvári Művészeti Szakközépiskola, Szmericsko Ferenc
- 2001-2007 – Harkivi Nemzeti I. P. Kotlyarevsky Művészettudományi Egyetem (Zeneakadémia), gitárművész és gitártanár

## Oktatói tevékenység
- 2007 – Budapesti Egressy Béni Zeneművészeti Szakközépiskola és Zeneiskola, gitártanára
- 2012 – Budapesti Egressy Béni Református Művészeti Szakgimnázium, tanszékvezető
- 2012 – Vienna Konservatorium Budapest gitártanára
- 2008-2017 között növendékei 55 dobogós helyezést értek el nemzetközi és magyarországi gitárversenyeken, zenei fesztiválokon
- 2014 – A “Velencei gitáros napok” nemzetközi gitárfesztivál alapítója és művészeti vezetője, ahol mesterkurzusokat és koncerteket tart gitárosok részére.

## Jótékonysági tevékenység
Az elmúlt években több jótékonysági koncertet adott Magyarországon és külföldön egyaránt. Játszott pl. a Nagycsaládosok Országos Egyesülete javára, az Országos Traumatologiai Intézet javára, a budapesti Bajcsy-Zsilinszky kórház javára, a Mária Rádió javára, az Ungvári vakok és gyengénlátók Intézete javára, a Krími Burdenkó szanatórium javára, óvodák, bölcsődék, nyugdíjas otthonok javára stb.
2012 óta szorosan együttműködik és közreműködik a Megszólaló Kezek Közhasznú Alapítvány jótékonysági koncertjein.
2013-2014 részt vett "A tolerancia Művészete" című Nemzetközi Zenei Projektben, számos koncertet adva Magyarországon és Ukrajnában. A projekt tagjai: Zakharova Marina ukrán zongoraművész-énekes, Bernáth Ferenc magyar gitárművész, Orhan Agabeyli azerbajdzsáni ütőhangszeres művész. A koncertek a diszkrimináció és antiszemitizmusra hívták fel a figyelmet, és arra, hogy a különböző nemzetiségek megfelelő toleranciával jól megférnek és tudnak élni egymás mellett.
2014-ben elindított egy koncertsorozatot a Budapesti Rátkai Márton Művészklubban "Gitárestek a Rátkaiban" címmel, ahol fiatal tehetségek, versenygyőztes gitárosok lépnek fel, bemutatkozási lehetőséghez jutva ezzel a nagyközönség előtt. Ezeken a koncerteken rendszeresen fellépnek zeneiskolás, szakközépiskolás gyerekek, főiskolai és zeneakadémiai hallgatók.
2014-2015-ben gitározni tanította Böjte Csaba és a Dévai Szent Ferenc Alapítvány árva gyerekeit a Dévai Zenei Táborban.
2015-ben művész barátaival és a Kárpátaljai Ferences Misszió Alapítvánnyal karöltve nagysikerű koncertet adott a Kárpátaljaiak megsegítésére. Az első jótékonysági koncerten Borbély Lénárd, Csepel polgármestere az ügy mellé állt, és bejelentette, hogy Csepel elsőként a Budapesti önkormányzatok közül 10.000.000 ft. támogatást nyújt Kárpátaljának.
2015. június 4-én a Nemzeti Összetartozás Napján jótékonysági Gálát szervezett Kárpátaljáért a budapesti József Attila Színházban, Tarlós István, (Budapest Főpolgármestere) fővédnökségével. A koncerten felléptek Bernáth Ferenc gitárművész és növendékei, valamint művész-barátai: Pál István "Szalonna" és Bandája, a Carphatian Dance együttes, Nemcsák Károly színművész.
2019-ben a Magyar Református Szeretetszolgálat fiatal tehetségeket támogató Nyilas Misi Ösztöndíj Programjának mentora.
Jótékonysági tevékenységéért 2020. október 17-én az Egyetemes Béke Szövetsége kitüntette A Béke Nagykövete címmel.

## Zenekari tagságok
- 2009 – Kettős Parafrázis gitárduó
- 2011 – Gitár Mágia koncert-show alapítója és zenekarvezetője
- 2015 – a Palladio Orchestra, a "világ legnagyobb gitárzenekara" alapító tagja és zenekarvezetője

## Kiadványok
- 2005 – „Érzések és Hangulatok” (szóló CD 2005)
- 2009 – „Lírai dallamok” (fuvola-gitár CD 2009)
- 2011 – „Gitár Mágia” (Élő koncert DVD 2011)
- 2012 – „Kettős Parafrázis” (gitár duó CD 2012)
- 2012 – „Gyerekjáték” Karakterdarabok klasszikus gitárra (Kotta+CD 2012)
- 2017 – "Kárpátok Mágiája" (gitár duó CD 2017)
- 2019 – "Tájkép Prelűdök" Előadási darabok klasszikus gitárra (Kotta kiadvány 2019)
- 2019 – "Light pieces for piano" Előadási darabok zongora szóló és négykezes (Kotta kiadvány 2019)
- 2019 – "The Girl with Blue Roses" Előadási darab fuvolára és gitárra (Kotta kiadvány 2019)
- 2020 – "Gitár Mintázatok" Előadási darabok klasszikus gitárra (Kotta kiadvány 2020)
- 2023 – "Portugal Fado" (Kotta kiadvány 2023)

## Fontosabb fellépések
- Kijevi Nemzetközi Gitárfesztivál
- Balatonfüredi Nemzetközi Gitárfesztivál
- Szegedi Nemzetközi Gitárfesztivál
- Miskolc, Nemzetközi Operafesztivál
- Harkivi Nemzetközi Gitárfesztivál
- Lemberg "Kontrasztok" kortárszenei fesztivál
- Ungvári "Zene határok nélkül" Nemzetközi fesztivál
- Ungvár "Kárpátalja zenei csillagzata" klasszikus és kortárszenei nemzetközi fesztivál
- Ungvári "Papp Jazz" Nemzetközi Fesztivál
- Krím Autonóm Köztársaság városaiban klasszikus gitár hangverseny sorozat
- Továbbá: Spanyolország, Ausztria, Horvátország, Szlovákia, Szlovénia, Románia, Ukrajna, Fehéroroszország
- Magyarországon Budapesten Budai Vigadó, Duna Palota, Papp László Sportaréna, Nádor terem, Szépművészeti Múzeum, Erkel Színház, Budai Vár, Benczúr Palota stb.;
- Esztergomi Bazilika, Várszínház; Nagycenki Széchenyi Kastély;
- További koncertek: Székesfehérvár, Szeged, Veszprém, Komárom, Miskolc, Nyíregyháza, Nyírbátor, Debrecen, Békéscsaba, Záhony, Esztergom, Salgótarján, Keszthely, Sopron stb.

## Díjak
- 2024 – Egressy díj
- 2021 – Renaissance of guitar Nemzetközi Gitár Verseny Nagydíja "GRAND PRIX" (Fehéroroszország)
- 2020 – A Béke Nagykövete
- 2019 – "CaspiArt World" Nemzetközi Zenei Verseny I. díj (Törökország)
- 2018 – "CompoGuitar" Nemzetközi Zeneszerzői Verseny I. díj
- 2018 – Transkarpathian Edelweiss Nemzetközi Zenei Verseny (Zeneszerzői Kategória) Nagydíja "GRAND PRIZE"
- 2017 – Ukrajnai Nemzeti Zenei Szövetség Gitárművészek Egyesületének tiszteletbeli tagja
- 2016 – David Arts Alkotói Nívódíj
- 2014 – magyar-ukrán nemzetek közötti viszonyokba fektetett jelentős munkájáért az Ukránok Világkongresszusa által kiállított Taras Shevchenko emlékéremmel tüntették ki
- 2012 – „Pro Cultura Minoritatum Hungariae” díj
- 2012 – Artisjus Zenei Alapítvány díja
- 2008 – Guinness Rekorder (Balatonfüredi Nemzeti Gitárfesztivál)
- 2007 – Guinness Rekorder (Balatonfüredi Nemzeti Gitárfesztivál)